# 바스커빌 가문의 개
《바스커빌 가문의 개》(영어: The Hound of the Baskervilles)는 아서 코난 도일이 쓴 소설로, 셜록 홈즈가 등장하는 3번째 장편 소설이다. 〈마지막 사건〉에서 죽은 것으로 처리된 홈즈를 8년 만에 다시 등장시킨 작품이나, 작중 시기가 〈마지막 사건〉 이전이기에 살아 돌아온 것은 아니다. 다트무어의 황무지를 중심으로 집안 대대로 전해오는 전설, 그리고 이에 들어맞는 가족의 죽음을 다루고 있다. 1901년 8월부터 1902년 4월까지 스트랜드 매거진에 연재됐으며, 1902년 단행본으로 나왔다. 코난 도일은 다음 해 〈빈집의 모험〉을 연재하면서 홈즈를 다시 부활시켰다. BBC 선정 200대 영국 문학, 르 몽드 선정 20세기 100대 책에 선정됐다.

## 줄거리
어느 날 아침, 셜록 홈즈와 존 왓슨은 전날 찾아왔던 손님이 두고 간 지팡이를 가지고 손님의 특징에 대해 추리를 한다. 이윽고 지팡이의 주인인 손님이 다시 찾아온다. 손님은 제임스 모티머로, 다트무어에서 외과의사로 근무하는 중이다. 그는 얼마 전 죽은 찰스 바스커빌의 친구이기도 했다. 처음에 그는 홈즈와 왓슨에게 바스커빌 가문에서 오랫동안 전해 내려오는 전설을 얘기한다. 그 전설은, 평생을 망나니처럼 살다가 다트무어의 황야에 사는 무서운 사냥개에게 물어뜯겨 죽은 한 조상에 관한 것이었다. 그런 다음에 모티머는 찰스 바스커빌이 죽는 과정에 대해 설명한다. 찰스 바스커빌은 황야에서 쇼크사로 사망했는데, 현장을 둘러보던 모티머는 그 주변에서 사냥개의 발자국을 발견했다는 것이다. 사건에 흥미를 느끼게 된 홈즈에게 모티머는, 곧 죽은 찰스 바스커빌의 유산을 새로 상속받게 된 헨리 바스커빌에게 필요한 조언을 구하려 한다는 의뢰를 마친 후 자리를 떠난다.

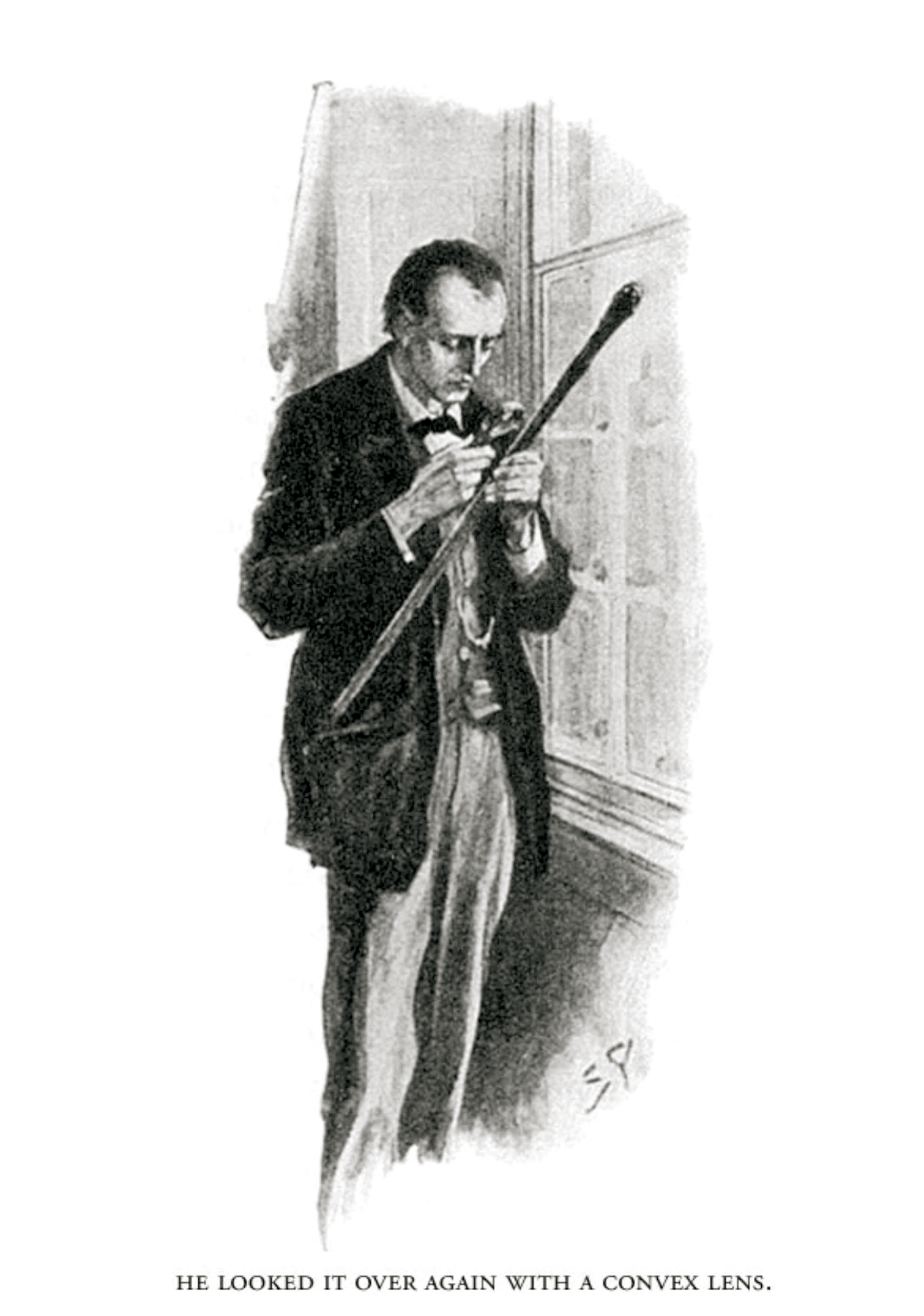
모티머 박사가 두고 간 지팡이를 관찰하는 홈즈

## 같이 보기
- 르 몽드가 선정한 세기의 도서 100권